# Метод на Бринел
Методът на Бринел е метод за определяне твърдостта на материал. При него малка сфера от закалена стомана, наречена накрайник, с диаметър D, се поставя върху изследвания обект. Върху накрайника за определено време се прилага натоварваща сила F. За твърдостта на материала се съди по диаметъра на пластичната деформация върху тестовия блок.
Методът е предложен за пръв път от шведския инженер Йохан Август Бринел през 1900 г. Това е първият широко използван тест в машиностроенето и металургията. Приложението на метода е ограничено от големия размер на отпечатъка и възможното увреждане на тестовия блок. Освен това методът е неприложим за закалени стомани.
За тестовете най-често за индентор се използва стоманена сфера с диаметър 10 mm върху, която се прилага сила с размер 3000 единици килограм-сила (29 kN). За по-меки материали се използва по-малка сила, а за по-твърди стоманената сфера е заменена със сфера от титанов карбид. Твърдостта на материала се изчислява по формулата:
{\displaystyle {\mbox{BHN}}={\frac {2P}{\pi D({D-{\sqrt {(D^{2}-d^{2})}})}}}}
където:
P – приложената сила (килограм-сила)
D – диаметър на накрайника (mm)
d – диаметър на отпечатъка (mm)

## Сравнителна таблица
Твърдостта по Бринел (Brinell Hardness Number, BHN или просто HB) в долните примери е определена при тест HBW 10/3000. HBW означава, че е използван титаниев индентор (HBS – стоманен) с диаметър 10 mm, а приложената сила е с големина 3000 килограм-сила.
| Материал                          | Твърдост по Бринел         |
| --------------------------------- | -------------------------- |
| меко дърво (бор)                  | 1,6 HBS 10/100             |
| твърдо дърво                      | от 2,6 до 7 HBS 1.6 10/100 |
| алуминий                          | 15 HB                      |
| мед                               | 35 HB                      |
| въглеродна стомана                | 120 HB                     |
| 18-8 (304) неръждаема стомана     | 1250 HB                    |
| стъкло                            | 1550 HB                    |
| закалена инструментална стомана   | 1500 – 1900 HB             |
| рениев диборид (Rhenium diboride) | 4600 HB                    |